# Rue des Chaufourniers
La rue des Chaufourniers est une voie du 19e arrondissement de Paris (France).

## Situation et accès
Elle est située non loin des Buttes-Chaumont, dans le quartier du Combat.

## Origine du nom

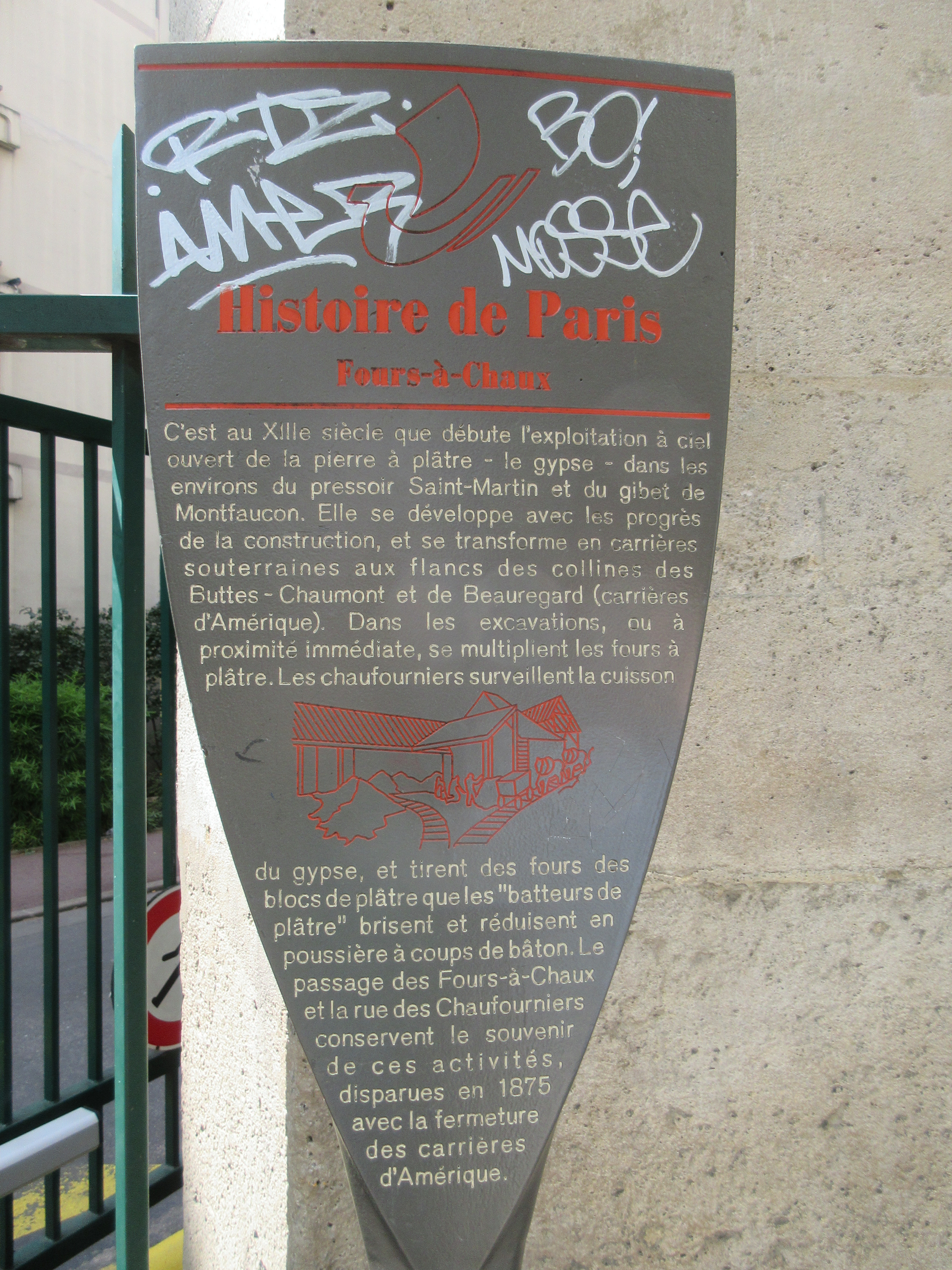
Panneau Histoire de Paris
« Fours-à-Chaux »

Cette voie doit son nom en raison du voisinage des anciens fours à chaux des carrières des Buttes-Chaumont.
Les Buttes-Chaumont furent une grande carrière de production de gypse. Dans la rue des Chaufourniers étaient situés les grands fours destinés à chauffer la pierre pour en obtenir de la chaux puis du plâtre. C'est l'origine de son nom, en l'honneur des femmes et des hommes, les chaufourniers, qui pratiquaient ce métier pénible et très dangereux en raison de la toxicité de la chaux vive.

## Historique
C'est au XIIIe siècle que débute l'exploitation à ciel ouvert de la pierre de plâtre, le gypse, dans les environs du pressoir Saint-Martin et du gibet de Montfaucon. Elle se développe et se transforme en carrières souterraines sur les flancs des collines des Buttes-Chaumont et de Beauregard (carrières d'Amérique).
Dans les excavations ou à proximité immédiate, les fours à plâtre se multiplient. Les chaufourniers surveillent la cuisson du gypse, et tirent des fours des blocs  de plâtre que les batteurs de plâtre, chargés d'écraser et de réduire en poussière le plâtre après cuisson. Les fours à chaux ont disparu en 1875 avec la fermeture des carrières d'Amérique. 
Cette voie de l'ancienne commune de Belleville a porté les noms de « sentier du Moulin-Maquereau » au XVIIIe siècle, de « chemin de la Folie » en 1817 a été transformée en rue entre 1848 et 1860 sous le nom de « rue Arago ».
Elle est classée dans la voirie parisienne par un décret du 23 mai 1863 et prend sa dénomination actuelle par un arrêté du 26 février 1867.

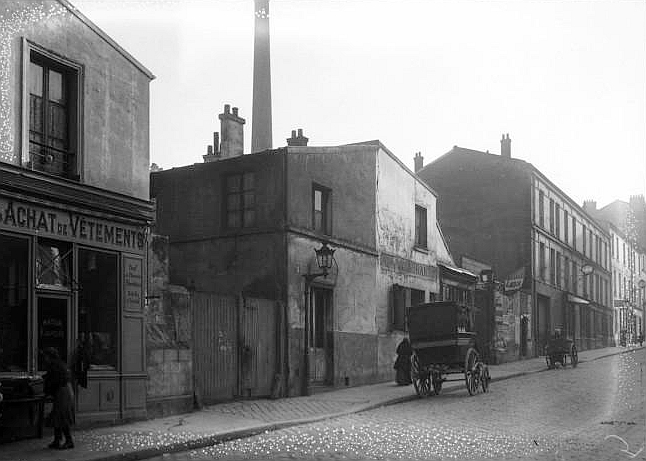
Rue des Chaufourniers en 1913.
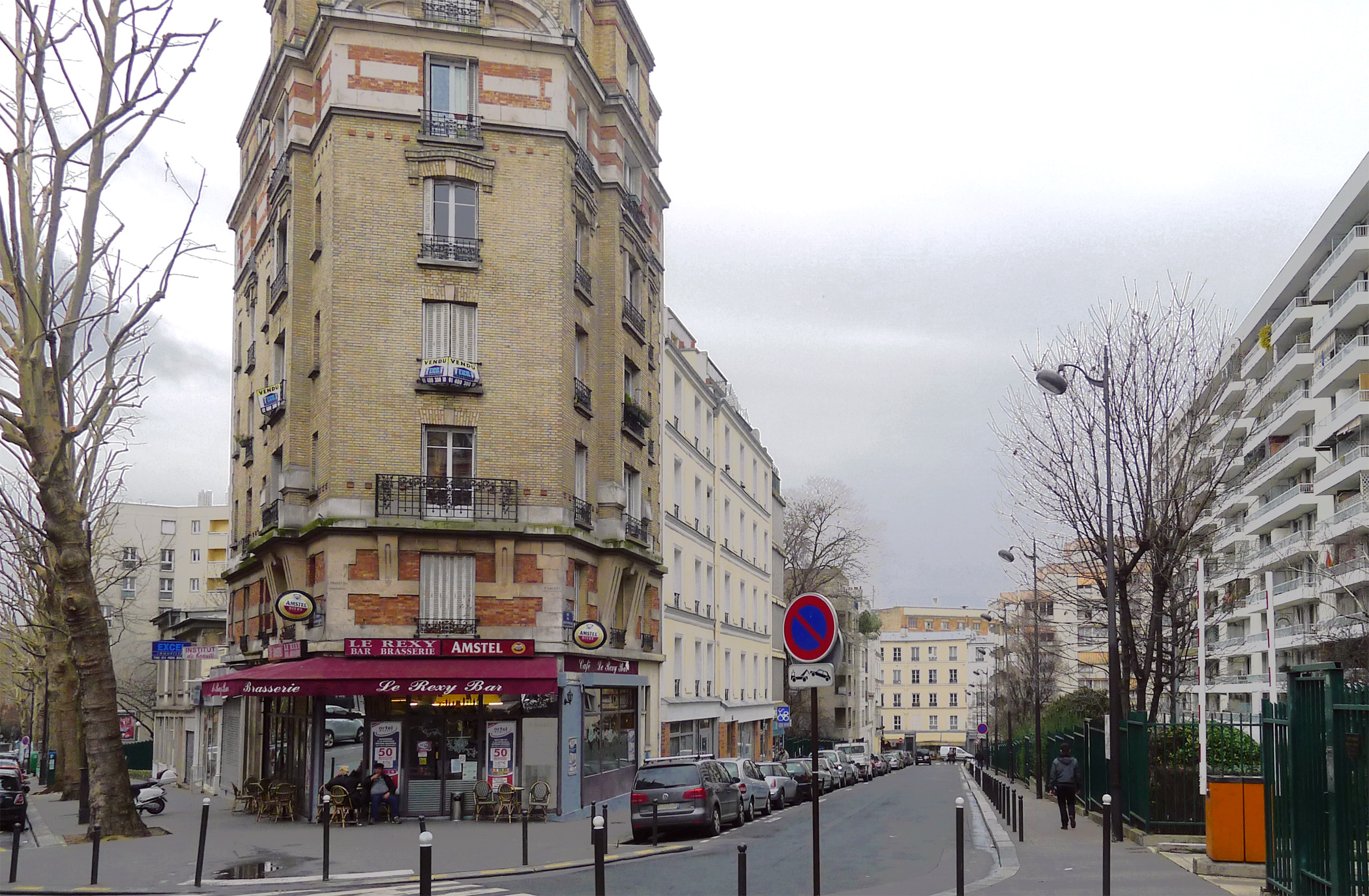
Le bas de la rue, au niveau de l'avenue Mathurin-Moreau.
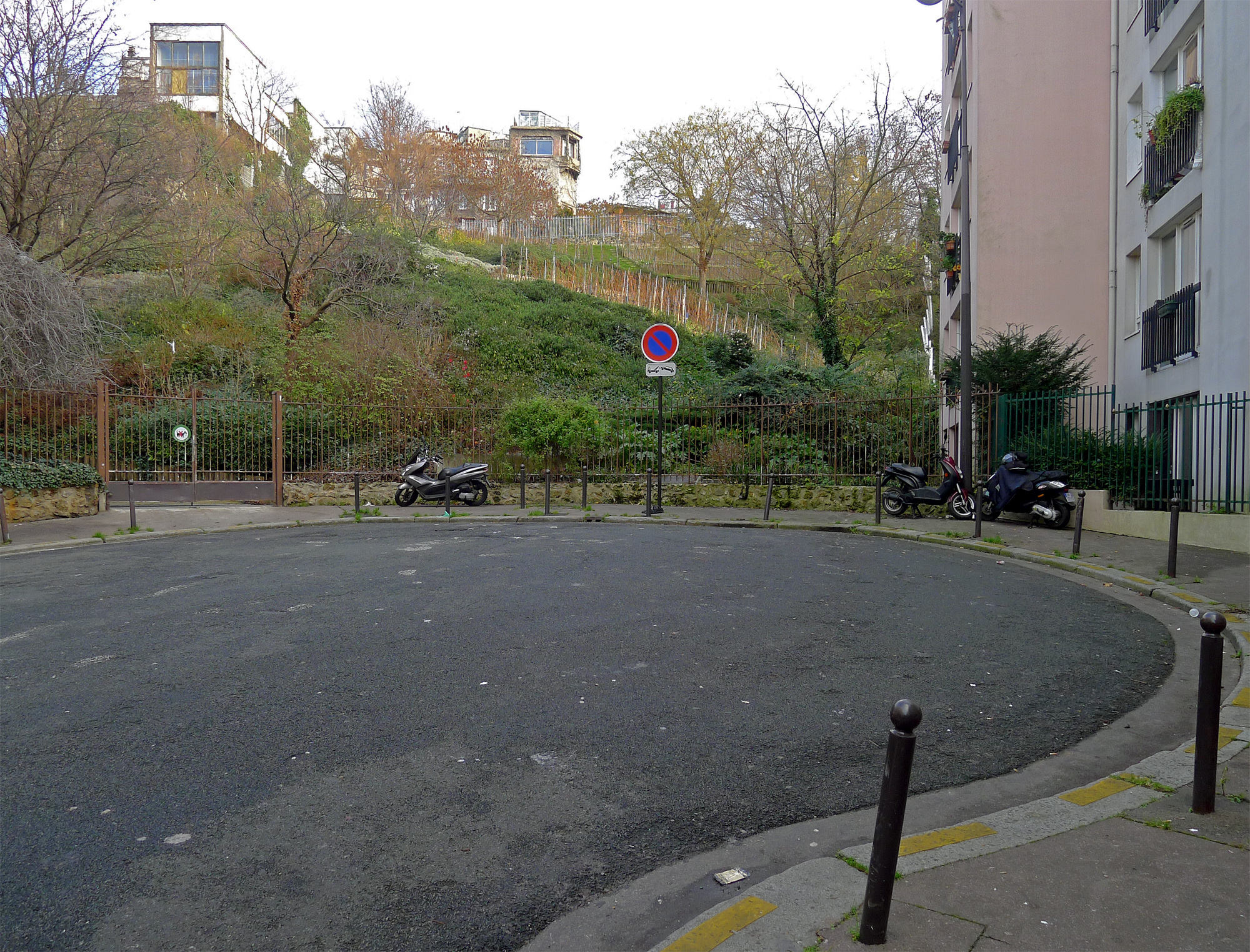
Une placette termine la rue à son extrémité est. En arrière-plan, la butte Bergeyre.

## Bâtiments remarquables et lieux de mémoire
- Le rappeur MHD, a tourné plusieurs de ses clips, comme La Moula et Afro Trap Part. 2, dans la rue des Chaufourniers avec son groupe, 1.9 Réseaux, formé avec des amis de son quartier[4].